# Aricanduva (distrito de São Paulo)
Aricanduva (em tupi: "lugar onde há muitas palmeiras da espécie airi") é um distrito situado na Zona Sudeste de São Paulo e pertence à subprefeitura homônima, que também abrange os distritos de Vila Formosa e Carrão.
Possui uma população de 89.574 habitantes (2022) e 6,6 km² de área.

## História
No século XVII, o riacho Aricanduva já era mencionado, assim como um arrabalde da cidade de São Paulo de nome igual. A origem do Aricanduva data de aproximadamente os anos de 1902 e 1905, mas foi desenvolvido por imigrantes portugueses a partir da década de 1940.
Toda a área era uma grande fazenda de Luis Americano, dono de muitas terras, e do Parque do Carmo. Ele repassou parte das terras para o então Governador do Estado, Ademar de Barros, que as retalhou em lotes e chácaras e criou uma empresa de loteamentos chamada Aricanduva.
A região começar a experimentar um maior desenvolvimento a partir de meados do século XX, quando o português Gabriel Cardoso comprou um sítio na região, onde cultivou plantas ornamentais e verduras. Com o sucesso do negócio, diversos parentes e conterrâneos vieram de Portugal até o Brasil e se fixaram ali. Mais tarde, imigrantes japoneses e italianos também chegariam para se estabelecer no bairro.
A abertura do trecho leste da Radial Leste aproximou o bairro do centro da cidade e, em 1976, a construção da Avenida Aricanduva sobre o leito do córrego homônimo impulsionou o contínuo desenvolvimento do distrito.

## Atualidade
O Aricanduva é conhecido pelo rio e pela avenida de mesmo nome. Antes das intervenções da Subprefeitura Aricanduva nos córregos e nas ruas para a prevenção de inundações, a região, principalmente as áreas lindeiras ao rio, era bastante afetada pelas chuvas de verão, causando desvalorização imobiliária. O perfil do casario é misto, ou seja, apresenta residências para as classes baixa, principalmente na divisa com a Subprefeitura de Sapopemba e distritos de Cidade Líder e São Mateus; enquanto o perfil médio e médio-alto se concentra nos bairros de Jardim Aricanduva, Vila Antonieta, Jardim Vila Formosa e Vila Carrão, já próximos aos distritos de Vila Formosa e Vila Carrão.
É um bairro que está em processo de verticalização, a qual se intensificou a partir de 2011. De acordo com os atuais mapas da Prefeitura de São Paulo, situa-se no Aricanduva o Centro Educacional Unificado Formosa (CEU Formosa), localizado próximo à divisa com o distrito de Vila Formosa.
Com as recentes expansões do Centro Comercial Leste Aricanduva, que o tornou o maior centro comercial da América Latina em área construída, e com os novos lançamentos imobiliários, as residências da região se valorizaram e o metro quadrado, em 2018, alcançou um valor médio de R$ 6.980,00, enquanto a renda média per capita do distrito - em 2017 - era de R$ 3.828,40, de acordo com o Mapa da Desigualdade divulgado pela Rede Nossa São Paulo.
Ainda, a região está se diversificando em estabelecimentos de lazer. Desde o início da verticalização em 2011, o número de academias, padarias, bares com música ao vivo e outros comércios aumentou.

## Demografia
Evolução demográfica do distrito de Aricanduva

## Centro Comercial Leste Aricanduva
A abertura do trecho Radial Leste e a construção da Avenida Aricanduva trouxeram perspectivas de progresso e impulsionaram o desenvolvimento do bairro, que conta com uma infraestrutura completa de comércio na região.
O Shopping Aricanduva é o maior shopping center do Brasil e da América Latina, sendo o nono maior do mundo em área bruta, possuindo 579 lojas e 420 mil metros quadrados de área (apesar do nome "Aricanduva", o Shopping não fica no distrito de Aricanduva, e sim no distrito vizinho de Cidade Líder. O nome se dá por conta da Avenida Aricanduva).

## Geografia

### Bacia Hidrográfica
O distrito está localizado sobre a Sub-Bacia do Rio Aricanduva, que aflui do Rio Tietê e possui cerca de 100,4 km² de área de drenagem. Durante a colonização, o córrego serviu como ligação entre a Vila de São Paulo com o Vale do Paraíba ao Porto de Santos e também com o Rio de Janeiro.

### Distritos limítrofes
- Vila Matilde (Norte)
- Carrão (Noroeste)
- Vila Formosa (Oeste)
- Sapopemba (Sul)
- Cidade Líder e São Mateus (Leste)

## Bairros
- Aricanduva
- Jardim Antonieta
- Jardim Aricanduva
- Jardim Caguassu
- Jardim Catarina
- Jardim Cotching
- Jardim Galli
- Jardim Guannam
- Jardim Haia do Carrão
- Jardim Iva
- Jardim Machado
- Jardim Nova Carrão
- Jardim Piquerobi
- Jardim Record
- Jardim das Rosas
- Jardim Santo Eduardo
- Jardim Tango
- Jardim Vila Formosa
- Parque Maria Luiza
- Parque Santo Antônio
- Vila Alzira
- Vila Antonieta
- Vila Embira
- Vila Falconi
- Vila Nova Iorque
- Vila Nice
- Vila Rica
- Vila Sara

## Transporte
O distrito, no futuro ganhará duas estações de Metrô, Estação Vila Antonieta, e Rio das Pedras da nova Linha 16 Violeta do Metrô de São Paulo em planejamento.